# All'improvviso, nella mia stanza
All'improvviso, nella mia stanza (2002) è un album di Lalli.

## Il disco
Nel disco hanno suonato, oltre a Lalli (voce), Pietro Salizzoni (chitarre acustiche, 12 corde, elettriche, banjo, banjud), Donato Stolfi (batteria, udu, cajon, tamburello, percussioni), Stefano Risso (contrabbasso), Matteo Castellan (pianoforte, hammond, tastiere, harmonium), Sergio Caputo (violino, ud, rajastan, rebab, banjo in "Tra le dune di qui"), Emma Salizzoni (violino), Claude Frochaux (violoncello), Fabio Lo Curcio (tablas e zarb in "Samira piccola"), Giorgio Li Calzi (tromba in "La fiaba di Nushe"), Tommi Cerasuolo (voce in "Stella").
Testi e musiche sono di Lalli e Pietro Salizzoni.

## Tracce
1. Stella
2. Testa storta
3. Chenini
4. Canzone del ritorno
5. Samira piccola
6. Tra le dune di qui
7. La fiaba di Nushe
8. Inverni
9. Ballo lento

## Curiosità
"Testa storta" è stata composta per la colonna sonora del film Preferisco il rumore del mare di Mimmo Calopresti.